# Дієприкметник
Дієприкме́тник (лат. participium, від participō — «беру участь») — форма дієслова, що виражає ознаку предмета за дією або станом і відповідає на питання який? яка? яке? які? Дієприкметники можуть виражати ознаку предмета за дією, яку виконує предмет (активні дієприкметники) або яка на нього спрямована (пасивні дієприкметники). Наприклад: за́мкнений, напи́саний, наро́джений, пожо́вклий, посиві́лий.
Дієприкметник поєднує в собі деякі граматичні ознаки як дієслова, так і прикметника, що відбито й в назві: дієприкметник буквально означає прикметник, що діє, перебуває в дії. Із дієслівних рис йому властиві такі: категорія часу (теперішній —  даленіючий, тремтячий; минулий — замерзлий, посивілий), категорія виду й стану (доконаний — прочитаний; недоконаний — народжуваний).
Вид дієприкметника залежить від того дієслова, від якого його утворено. Порівняйте: запланувати — запланований (доконаний вид), планувати — планований (недоконаний вид). Як прикметник, дієприкметник виражає ознаку предмета та змінюється за родами, числами та відмінками. Наприклад, дієприкметник написаний в однині матиме таку саму парадигму, що й прикметник твердої групи зелений.
| Називний  | написана стаття         |
| Родовий   | написаної статті        |
| Давальний | написаній статті        |
| Знахідний | написану статтю         |
| Орудний   | написаною статтею       |
| Місцевий  | на (у) написаній статті |

Утім, на відміну від прикметника, який називає сталу, постійну ознаку предмета (зелений сад — сад зелений завжди чи певний відтинок часу), дієприкметник називає ознаку за дією, тобто динамічну (зеленіючий сад — він зеленіє в момент мовлення, зараз)
У реченні дієприкметник, як і прикметник, найчастіше виступає в ролі означення (другорядного члена речення). Наприклад, Долітають завмираючі гуки музики (І. Нечуй-Левицький). Дієприкметник може [[Субстантивація|

## Активні і пасивні дієприкметники
Дієприкметники бувають активні та пасивні.
Активні дієприкметники виражають ознаку за дією, яку виконує означуваний (пояснюваний) іменник: атакуючий загін (тобто загін, що атакує), дозрілий плід (плід, що дозрів).
Пасивні дієприкметники висловлюють ознаку за дією, яка спрямована на означуваний іменник: розв'язана задача (задача, яку розв'язали), пошитий костюм (костюм, який пошили).

## Творення дієприкметників
Як активні, так і пасивні дієприкметники творяться від дієслів.

### Творення активних дієприкметників
Активні дієприкметники тепер творяться лише від неперехідних дієслів. Активні дієприкметники мають форму теперішнього й минулого часу. Активні дієприкметники теперішнього часу недоконаного виду творяться від дієслівної основи теперішнього часу недоконаного виду (основа утворюється відкиданням закінчень -ать (-ять) і -уть (-ють) у дієслів у третій особі множини теперішнього часу) за допомогою суфіксів -уч- (-юч-) для дієслів, які належать до І дієвідміни, і суфіксів -ач- (-яч-) для дієслів ІІ дієвідміни. Наприклад: керувати → керу|ють → керу- + -юч- і закінчення -ий = керуючий; лежати → леж|ать → леж- + -ач- і закінчення -ий = лежачий.
Активні дієприкметники минулого часу доконаного виду творяться від основи інфінітива (така основа утворюється відкиданням суфікса -ти) дієслів доконаного виду за допомогою суфікса -л-. При цьому суфікс основи -ну- в процесі словотворення випадає. Наприклад, посивіти → посиві|ти → посиві- + -л- і закінчення -ий = посивілий.

### Творення пасивних дієприкметників
Пасивні дієприкметники тепер творяться лише від перехідних дієслів. Пасивні дієприкметники доконаного та недоконаного виду творяться від інфінітивної основи за допомогою суфіксів -н-, -ен-, -єн- і -т-. Наприклад: бити → би|ти → би- → + -т- і закінчення -ий = битий. Інші приклади: записаний, прочитаний, принесений, заклеєний, митий, шитий.
На відміну від прикметників, дієприкметники не мають короткої форми. Порівняйте короткі форми прикметників: дрібен, повен, зелен, ясен та ін.

## Відмінювання дієприкметників
Дієприкметники відмінюються так само, як прикметники твердої групи: за родами (в однині), числами і відмінками. Для прикладу порівняємо відмінювання прикметника вічний і пасивного дієприкметника керований.
Однина
- Чоловічий і середній рід
  - Н. вічний (вічне), керований (кероване)
  - Р. вічного, керованого
  - Д. вічному, керованому
  - Зн. вічний (вічне), керований (кероване)[Ком 4]
  - О. вічним, керованим
  - М. (на/у) вічному/вічнім, (на/у) керованому/керованім
- Жіночий рід
  - Н. вічна, керована
  - Р. вічної, керованої
  - Д. вічній, керованій
  - Зн. вічну, керовану
  - О. вічною, керованою
  - М. (на/у) вічній, (на/у) керованій
- Множина
  - Н. вічні, керовані
  - Р. вічних, керованих
  - Д. вічним, керованим
  - Зн. вічні (вічних), керовані (керованих)
  - О. вічними, керованими
  - М. (на/у) вічних, (на/у) керованих

## Написання дієприкметників
В українських дієприкметниках, утворених за допомогою суфіксів -н-, -ен- (-єн-) завжди пишемо одну літеру н: написаний, прочитаний, зроблений.
У прикметниках дієприкметникового походження в наголошених суфіксах -анн- (-янн-), -енн- (-єнн-) пишуть дві букви н: невблага́нний, нездола́нний, недоторка́нний, неоціне́нний. Від таких прикметників слід відрізняти дієприкметники з наголосом на корені (неоці́нений), у яких пишуть одну н. Крім того, вони відрізняються значенням: прикметник неоціненний означає «якому не можна скласти ціни; дуже цінний», а дієприкметник неоцінений — «той, якого ще не оцінили».

## Дієприкметниковий зворот
Дієприкметниковим зворотом називають дієприкметник разом із залежними від нього словами. Дієприкметниковий зворот у реченні завжди виконує роль поширеного означення. Наприклад, Море мовчало зовсім, приспане тихою ласкою ночі (Дніпрова Чайка). У наведеному реченні дієприкметниковим зворотом є приспане тихою ласкою ночі, де дієприкметником виступає слово приспане. Дієприкметниковий зворот може стояти як перед означуваним словом (препозиція), так і після нього (постопозиція). Від цього залежить вживання при ньому розділових знаків, а саме коми. Якщо дієприкметниковий зворот стоїть після означуваного слова (іменника), то цей зворот на письмі виділяють комою (або комами), а в усному мовленні — паузою та інтонацією: Безмежний степ, укритий снігом, спав (М. Старицький). Дієприкметниковий зворот, що стоїть перед означуваним словом, комами зазвичай не виділяють: Край моря сонце золотить укриті лісом гори (Н. Забіла).
Дієприкметниковий зворот у реченні може стояти не безпосередньо після пояснюваного слова, а бути відділеним від нього іншими членами речення. У такому разі його відокремлюють комами: Ходить хмараОзначуваний іменник у ролі підмета над березами, блискавками підперезанаВіддалений дієприкметниковий зворот (В. Кочевський).

### Приклади дієприкметникових зворотів[1]
1. Книга, написана відомим автором, знову стала бестселером.
  - "написана відомим автором" — дієприкметниковий зворот, що уточнює, яка саме книга стала бестселером.
2. Дівчина, читаюча у парку, привернула увагу всіх навколо.
  - "читаюча у парку" — дієприкметниковий зворот, що описує дівчину, яка привернула увагу.
3. Машина, стояча під вікном, зіпсувала вигляд двору.
  - "стояча під вікном" — дієприкметниковий зворот, що характеризує машину.
4. Вікно, відкрите навстіж, пропускало холодний вітер.
  - "відкрите навстіж" — дієприкметниковий зворот, що описує стан вікна.
5. Заметена снігом дорога вела до лісу.
  - "заметена снігом" — дієприкметниковий зворот, що уточнює, яка саме дорога вела до лісу.

## Вживання дієприкметників в українській мові
Питання вживання активних дієприкметників у сучасній українській літературній мові досі залишається складним і дискусійним. Одні вчені вважають ці форми такими, що не властиві українській мові, а тому заперечують їхню нормативність. Інші вважають, що в певних випадках активні дієприкметники потрібні. У граматиках зазначено, що активні дієприкметники вживають зрідка, на відміну від російської мови, у якій активно використовують дієприкметники теперішнього часу старослов'янського походження на -щ(ий) (наприклад, знающий, пишущий, читающий).

Один з перших дослідників української мови, О. П. Павловський, писав у 1818 році: 
|  | Дієприкметників ані теперішнього, ані минулого часу в Малоросіян зовсім нема; а замінюють їх займенники, перш за все той, що, котрий і дієслово в теперішньому часі…. |

 Галицький мовознавець І. Г. Верхратський у статті з серії «В справѣ народного языка» обстоював доречність вживання дієприкметників у літературній мові:
|  | «Якъ звѣсно причасники склоняєми̂ (дѣєприложники) въ розговорнôй бесѣдѣ у насъ, якъ и инде, рѣдше уживають ся, але суть и въ бесѣдѣ люда и въ творахъ нашихъ письменникôвъ. Коли людъ каже: горѣвка пекуща, налѣй кипячои воды, ще не було такого смалящого вѣтру, нема нѣгде хлѣба ллежачого (пословиця у Марка Вовчка І, 25) — то формы пекуща, кипячои, смалящого, лежачого суть причасниками тай годѣ. Вправдѣ причасникоѣды (Participienfresser) твердять, що причасники мають теперь вже лише значеня приложникôвъ, але се лише крутня. Безперечно є и таки̂ причасники у насъ, котри̂ уживають ся вже яко приложники (пр. горячій), але всѣхъ причаснивôвъ такъ столкуватв годѣ, хоть и мають они въ собѣ дещо зъ удачи приложникôвъ, не даромъ же и названо ихъ: дѣєприложниви. Запримѣтити выпадає, що причасники лучають ся майже выключно лише въ устахъ зрѣльшои вже молодежи и осôбъ дорослыхъ, а не стрѣчають ся у дѣтей. Чудна рѣчь: ті самі люде, що выпускають єсть, суть, котрими именно часто послугує ся молодѣжь, ти̂ сами̂ люде уникають причасникôвъ въ творахъ призначеныхъ для спѣлыхъ людей. Отожь пôдъ однымъ зглядомъ зжатôсть а инодѣ ажь нескусна густота, пôдъ другимъ зглядомъ ановъ непотрѣбна широкôсть и знемовляченє языка. Новѣйшими часами навѣть слово повстале розвязують на „слово, що повстало“… Отожь у Шевченка пожовкле листя треба би справити на листя, що пожовкло… Що въ стилю науковôмъ, въ термінольоґіи безъ причасникôвъ и ступнемъ не ступити, рѣчь загально звѣсна». |

А. Ю. Кримський у статті «Про нашу літературну мову» (написану як реакція на низку статей «У справі народного языка»), писав:
|  | «Згоджуюся, що без причасників обходитися не вигідно; тільки ж біда, що в живій розмові вони — кажу — або померли, або вимирають, а колись — видко — і зовсім повимирають; в такім разї всї ті наші писання, де густо насишано причасників, будуть для пізнїйших поколїнь мертвецькими писанями і вражатимуть їх так само погано, як погано вражає нас тепер dativus absolutus: „наступившу же четвергу“». |

 На думку Б. Д. Антоненка-Давидовича, дієприкметник часто можна замінити дієслівним зворотом чи прикметником.
Російські активні дієприкметники залежно від контексту потрібно перекладати українською або іменниками (Заведующий зашел в кабинет → Завідувач зайшов до кабінету), або прикметниками (действующие законы → чинні закони), або означальними реченнями (Дети, сидящие за партами → Діти, які сидять за партами). Крім того, в українській мові активні дієприкметники не утворюються від дієслів із постфіксом -ся (грітися, сміятися), як у російській мові. Порівняйте в російській мові смеющийся від смеяться. Російські активні дієприкметники на -ся українською належить передавати описово (смеющийся человек → людина, яка (що) сміється) чи прикметником (розсміяна людина).
На відміну від російської мови, у сучасній літературній українській немає активних дієприкметників минулого часу із суфіксами -ш-, -вш- (рос. писавший, читавший). Такі форми в українській мові передають описово, дієслівними зворотами той, що писав, той, що читав. У розмовному мовленні іноді вживають форму бувший, яка, однак, суперечить літературній нормі. Замість неї потрібно вживати колишній. Рідкісні в українській мові й дієприкметники на -мий, які досить поширені в російській мові. (наприклад, рос. непреодолимый, обрабатываемый).

## Перехід дієприкметників у прикметники та іменники
Деякі активні і пасивні дієприкметники, утративши такі дієслівні ознаки, як категорія часу і виду, можуть переходити в прикметники (ад'єктивація) або іменники (субстантивація). Низка активних дієприкметників ще в народнорозмовній мові стали означати не динамічну, тимчасову ознаку, а постійну, тобто перейшли в прикметники. Наприклад, стояча вода, пекучий біль. Так, словосполучення стояча вода не означає *вода, що стоїть. Насправді це непроточна вода.
Утім, нерідко буває, що ті самі слова в одних випадках можуть бути дієприкметниками, а в інших — прикметниками дієприкметникового походження. Розрізнити їх досить легко. Дієприкметники можуть мати пояснювальні слова та керувати непрямими відмінками іменників (непрямі відмінки — всі, крім називного й кличного). Прикметники — ні. Скажімо, смажена на маслі риба — дієприкметник та смажена риба — прикметник дієприкметникового походження.
Прикметники від дієприкметників іноді розрізняють за наголосом: у прикметників наголос, як правило, припадає на суфікс, а у дієприкметників здебільшого на корінь. Наприклад, пече́на картопля (прикметник, бо наголос припадає на суфікс -ен-) і пе́чена картопля (дієприкметник, тому що наголос припадає на корінь печ-), варе́не м'ясо і ва́рене м'ясо та ін.
Дієприкметники зрідка можуть переходити в іменники, тобто субстантивуватися. У таких випадках вони називають не ознаки предметів за дією, а самі предмети, у реченні виступаючи або в ролі підмета, або в ролі додатка.

## Морфологічний розбір дієприкметника
Морфологічний розбір дієприкметника, як правило, виконують у такій послідовності:
1. Назва частини мови, її форма.
2. Початкова форма (як і у прикметника: називний відмінок однини чоловічого роду).
3. Активний чи пасивний.
4. Доконаного чи недоконаного виду.
5. Час — теперішній чи минулий.
6. Рід (зазначають лише для однини).
7. Число.
8. Відмінок.
9. Синтаксична роль.
10. Особливості вимови та написання.

### Зразок розбору
Мовчить і гнеться, мов жива, В степу пожовклая трава (Т. Шевченко)
1. Пожовклая — дієприкметник.
2. Пожовклий.
3. Активний.
4. Доконаний вид.
5. Минулий час.
6. Жіночий рід[Ком 5].
7. Однина.
8. Називний відмінок.
9. Означення.
10. У реченні дієприкметник пожовклий вжито в нестягненій формі, яка характерна для прикметника. Порівняйте: хорошії гості, зеленеє жито тощо.

## Історія українського дієприкметника
У праслов'янській та давньоруській мові були активні і пасивні дієприкметники теперішнього і минулого часу. Аналогічно прикметникам, вони мали повні і короткі форми. Окрім того, існувала ще особлива група активних коротких дієприкметників минулого часу із закінченнями -лъ, -ла, -ло, -ли (так звані l-дієприкметники), вони використовувалися у перфектних конструкціях.
У таблицях наведені приклади відмінювання коротких (іменних, нечленних) форм. Повні (займенникові, членні) форми утворювалися доданням до коротких дієприкметників відмінкових форм вказівних займенників и, я, є — аналогічно повним формам прикметників.
Активні дієприкметники теперішнього часу
Ці дієприкметники змінювалися за відмінками, родами і числами. Відмінювання коротких форм відбувалося за зразком іменників з основою на *-ŏ м'якого варіанта (чоловічий та середній рід) та іменників з основою на *-ā м'якого варіанту (жіночий рід). Характерною їхньою особливістю був суфікс-нарощення -уч-, -ѧч- у непрямих відмінках, якого не було в формі називного чоловічого роду — це є наслідком фонетичних законів, чинних у праслов'янській мові.
Давньоруські суфікси дієприкметника -уч-, -ѧч- походять від праслов'янських сполучень *-ǫtj-, *-ętj-, що являли собою поєднання тематичного голосного дієслова (*-o-, *-i-) з суфіксом активного дієприкметника теперішнього часу *-nt-, аналогічним дієприкметниковим суфіксам в інших індоєвропейських мовах (пор. лат. ferentis — «того, що несе», фр. portant — «той, що несе», грец. φέροντος — «того, що несе»; нім. gebärend — «той, що народжує»; англ. bearing < давн-англ. berende — «той, що несе», «той, що народжує»), а також форманта *-j-. Від дієслова *nesti закономірно утворювався дієприкметник *nesontj-, від *nositi — *nosintj-. Надалі, під впливом фонетичних законів у них відбувалися такі зміни: внаслідок назалізації з ранньопраслов'янських сполучень *-on-, *-in- утворилися носові голосні *-ǫ-, *-ę-, а йотоване сполучення *-tj- зазнало пом'якшення (явище праслов'янської йотації), рефлекси якого в різних слов'янських мовах є неоднаковими (староцерк.-слов. несѫще, носѧще, д.-рус. несуче, носѧче, пол. niosące, noszące). У формах називного відмінка чоловічого роду *nesonts і *nosints відповідно до закону відкритого складу прикінцеве *-ts зникло. При цьому сполучення *-ōn перейшло в *-ūn, потім прикінцевий -n також зник відповідно до того ж закону, а -ū перетворився на звук *y (*nesy, несы); сполучення ж *-in- перейшли в *-ę- (*nosę, носѧ). В інших відмінкових і родових формах закон відкритого складу не порушувався, тому давній *-tj- у суфіксі зберігався: *nesontji > *nesǫtji > несучи, *nosintji > *nosętji > носѧчи. Аналогічне явище відбувалося і в латинській мові, там зазнавали спрощення давні сполучення -nts-: *ferents > ferens («той, що несе»), у той час як у формах непрямих відмінків і в множині випадіння -t- не спостерігається (ferentis, ferentem, ferentēs).
| Відмінок  | Чоловічий рід      | Чоловічий рід      | Чоловічий рід      | Середній рід       | Середній рід       | Середній рід       | Жіночий рід      | Жіночий рід        | Жіночий рід        |
| --------- | ------------------ | ------------------ | ------------------ | ------------------ | ------------------ | ------------------ | ---------------- | ------------------ | ------------------ |
|           | Однина             | Двоїна             | Множина            | Однина             | Двоїна             | Множина            | Однина           | Двоїна             | Множина            |
| Називний  | несы, носѧ         | несуча, носѧча     | несуче, носѧче     | неса, носѧ         | несучи, носѧчи     | несуча, носѧча     | несучи, носѧчи   | несучи, носѧчи     | несучѣ, носѧчѣ     |
| Родовий   | несуча, носѧча     | несучу, носѧчу     | несучь, носѧчь     | несуча, носѧча     | несучу, носѧчу     | несучь, носѧчь     | несучѣ, носѧчѣ   | несучу, носѧчу     | несучь, носѧчь     |
| Давальний | несучу, носѧчу     | несучема, носѧчема | несучемъ, носѧчемъ | несучу, носѧчу     | несучема, носѧчема | несучемъ, носѧчемъ | несучи, носѧчи   | несучама, носѧчама | несучамъ, носѧчамъ |
| Знахідний | несучь, носѧчь     | несуча, носѧча     | несучѣ, носѧчѣ     | несуче, носѧче     | несучи, носѧчи     | несуча, носѧча     | несучу, носѧчу   | несучи, носѧчи     | несучѣ, носѧчѣ     |
| Орудний   | несучьмь, носѧчьмь | несучема, носѧчема | несучи, носѧчи     | несучьмь, носѧчьмь | несучема, носѧчема | несучи, носѧчи     | несучею, носѧчею | несучама, носѧчама | несучами, носѧчами |
| Місцевий  | несучи, носѧчи     | несучу, носѧчу     | несучихъ, носѧчихъ | несучи, носѧчи     | несучу, носѧчу     | несучихъ, носѧчихъ | несучи, носѧчи   | несучу, носѧчу     | несучахъ, носѧчахъ |

Повні активні дієприкметники теперішнього часу утворювалися аналогічно повним прикметникам: доданням до коротких дієприкметників відмінкових форм вказівних займенників и, я, є (наприклад, несыи, носѧи, несучая, носѧчая, несучеє, носѧчеє). Відмінювалися повні дієприкметники за займенниковим типом (несучаго, носѧчого, несучеѣ, носѧчеѣ, несучаму, носѧчаму). Сучасні рідковживані форми повних активних дієприкметників теперішнього часу, а також похідні від них прикметники, походять від основи форм непрямих відмінків чоловічого роду і форм жіночого та середнього роду — з суфіксом-нарощенням -уч-/-юч-, -ач-/-яч- (болючий, несучий, рішучий).
Поряд з прикметниками (колишніми дієприкметниками) із суфіксами -ач-, -уч-, в українській мові існує декілька прикметників дієприкметникового походження із суфіксами -ащ-, -ущ- (видющий, значущий, кричущий, цілющий). Ці форми не є питомо українськими, а запозичені зі церковнослов'янської мови, у якій південнослов'янські суфікси -ѧщ-, -ущ- (-ѫщ-), -ющ- (-ѭщ-) закономірно відповідають східнослов'янським -ач-, -уч-, -юч-. В українській подібних граматичних церковнослов'янізмів небагато, але в інший східнослов'янській мові, російській, південнослов'янські дієприкметникові суфікси стали звичайними суфіксами активних дієприкметників теперішнього часу (висящий, лежащий, стоящий, ходящий), у той час як питомо російські форми із суфіксами -ач-, -уч-, -юч- зараз вживаються лише як прикметники (висячий, лежачий, стоячий, ходячий).
Активні дієприкметники минулого часу
Активні дієприкметники минулого часу утворювалися від основи інфінітива за допомогою суфікса -ъш-, -въш-. Як і в дієприкметників теперішнього часу, у формі називного чоловічого роду цей суфікс зникав відповідно до закону відкритого складу.
| Відмінок  | Чоловічий рід   | Чоловічий рід | Чоловічий рід | Середній рід | Середній рід | Середній рід | Жіночий рід | Жіночий рід | Жіночий рід |
| --------- | --------------- | ------------- | ------------- | ------------ | ------------ | ------------ | ----------- | ----------- | ----------- |
|           | Однина          | Двоїна        | Множина       | Однина       | Двоїна       | Множина      | Однина      | Двоїна      | Множина     |
| Називний  | несъ            | несъша        | несъше        | несъ         | несъша       | несъше       | несъши      | несъши      | несъшѣ      |
| Родовий   | несъша          | несъшу        | несъшь        | несъша       | несъшу       | несъшь       | несъшѣ      | несъшу      | несъшь      |
| Давальний | несъшу          | несъшема      | несъшемъ      | несъшу       | несъшема     | несъшемъ     | несъши      | несъшама    | несъшамъ    |
| Знахідний | несъшь (несъша) | несъша        | несъшѣ        | несъше       | несъша       | несъша       | несъшу      | несъши      | несъшѣ      |
| Орудний   | несъшьмь        | несъшема      | несъши        | несъшьмь     | несъшема     | несъши       | несъшею     | несъшама    | несъшами    |
| Місцевий  | несъши          | несъшу        | несъшихъ      | несъши       | несъшу       | несъшихъ     | несъши      | несъшу      | несъшахъ    |

Повні активні дієприкметники минулого часу утворювались аналогічно до дієприкметників теперішнього часу: доданням до коротких дієприкметників відмінкових форм вказівних займенників и, я, є. Наприклад, несъшии, несъшая, несъшеє. Відмінювалися такі дієприкметники теж за займенниковим типом: несъшего (несъшаго), несъшему (несъшаму), несъшеѣ, несъшѣи тощо.
Надалі функція коротких активних дієприкметників теперішнього й минулого часу істотно змінилася: вони втратили рід і здатність відмінюватися, «застигнувши» у формі називного відмінка жіночого роду множини, і утворили нову частину мови — дієприслівник. Сучасні українські дієприслівники теперішнього часу несучи, носячи, минулого часу нісши, носивши являють собою незмінні відмінкові форми давніх дієприкметників неса, носѧ, несъ, що вже не узгоджуються із іменником, а тільки виражають обставину способу дії. Морфологія дієприслівників минулого часу (колишніх дієприкметників) при цьому дещо змінилася: вони стали сприйматися як форми чоловічого роду однини минулого часу дієслів з прислівниковим суфіксом -ши, тому за аналогією виникли нові форми (прийшовши — замість пришедъши).
Повні активні дієприкметники й теперішнього, і минулого часу широко вживалися в староукраїнській мові. Зараз вживання повних активних дієприкметників теперішнього часу істотно обмежене (пануючий, танцюючий), вони частіше є в реченні прикметниками. Замість дієприкметників зазвичай вживають дієслівні звороти (той, що панує, той, що танцює).
Форми активних дієприкметників минулого часу на -ъш-, -въш- в сучасній мові замінили вторинні, утворені від повних форм дієприкметників на -л- (вцілілий, змарнілий, потемнілий, позосталий), але частіше за все замість них вживають дієслівні звороти (той, що зробив, той, що знайшов). Варіанти з суфіксами -ш-/-овш-/-ивш- вважаються тепер застарілими, але трапляються в творах XIX ст.: «Померші українські городи. Дрегочин! Померший город! Давнє єзуїтське гніздо! Варто подивитись! — говорили мені не раз. …» (Іван Нечуй-Левицький. «Дрегочин та Остріг»); «— А бач?.. не я казав? — пристає до старшини підпивший староста». (Панас Мирний, Іван Білик. «Хіба ревуть воли, як ясла повні?»).
Дієприкметники на -л-
Дієприкметники на -л- первісно мали тільки короткі форми і не змінювалися за відмінками. У сполученні з особовими формами дієслова быти вони утворювали форми перфекта — одного з давньоруських минулих часів дієслова.
| Чоловічий рід | Чоловічий рід | Чоловічий рід | Середній рід | Середній рід | Середній рід | Жіночий рід | Жіночий рід | Жіночий рід |
| ------------- | ------------- | ------------- | ------------ | ------------ | ------------ | ----------- | ----------- | ----------- |
| Однина        | Двоїна        | Множина       | Однина       | Двоїна       | Множина      | Однина      | Двоїна      | Множина     |
| неслъ         | несла         | несли         | несло        | неслѣ        | несла        | несла       | неслѣ       | неслы       |

У сучасній мові короткі форми цих дієприкметників перетворилися на форми минулого часу дієслів. Цей процес був пов'язаний з втратою давньоруським перфектом дієслова-зв'язки, а також занепадом інших минулих часів (аориста, імперфекта). Форми двоїни колишніх дієприкметників на -л- були втрачені, як і родові форми множини.
Окрім того, дієприкметники на -л- також могли утворювати повні форми приєднанням вказівних займенників и, я, є (наприклад,
неслии, неслая). Пізніше з них розвинулися нові форми активних дієприкметників минулого часу, витіснивши давні форми на -ш-.
Пасивні дієприкметники теперішнього часу
| Відмінок  | Чоловічий рід | Чоловічий рід | Чоловічий рід | Середній рід | Середній рід | Середній рід | Жіночий рід | Жіночий рід | Жіночий рід |
| --------- | ------------- | ------------- | ------------- | ------------ | ------------ | ------------ | ----------- | ----------- | ----------- |
|           | Однина        | Двоїна        | Множина       | Однина       | Двоїна       | Множина      | Однина      | Двоїна      | Множина     |
| Називний  | несомъ        | несома        | несоми        | несомо       | несомѣ       | несома       | несома      | несомѣ      | несомы      |
| Родовий   | несома        | несому        | несомъ        | несома       | несому       | несомъ       | несомы      | несому      | несомъ      |
| Давальний | несому        | несомома      | несомомъ      | несому       | несомома     | несомомъ     | несомѣ      | несомама    | несомамъ    |
| Знахідний | несомъ        | несома        | несомы        | несомъ       | несомѣ       | несома       | несому      | несомѣ      | несомы      |
| Орудний   | несомъмь      | несомома      | несомы        | несомъмь     | несомома     | несомы       | несомою     | несомама    | несомами    |
| Місцевий  | несомѣ        | несому        | несомѣхъ      | несомѣ       | несому       | несомѣхъ     | несомѣ      | несому      | несомахъ    |

Повні форми утворювалися доданням до коротких дієприкметників відмінкових форм вказівних займенників и, я, є.
У сучасній мові пасивні дієприкметники теперішнього часу на -м- майже вийшли з ужитку (за рідкісними винятками, наприклад, любимий). Частина з них перетворилися на прикметники (вагомий, видимий, відомий, значимий, любимий, припустимий). Замість давніх пасивних дієприкметників теперішнього часу на -м- зараз отримали поширення вторинні, утворені від пасивних дієприкметників минулого часу: неоціне́нний — від неоці́нений (при паралельній формі неоціни́мий). Деякі пасивні дієприкметники минулого часу можуть вживатися в значенні пасивних теперішнього (будований, продаваний).
Пасивні дієприкметники минулого часу
| Відмінок  | Чоловічий рід | Чоловічий рід | Чоловічий рід | Середній рід | Середній рід | Середній рід | Жіночий рід | Жіночий рід | Жіночий рід |
| --------- | ------------- | ------------- | ------------- | ------------ | ------------ | ------------ | ----------- | ----------- | ----------- |
|           | Однина        | Двоїна        | Множина       | Однина       | Двоїна       | Множина      | Однина      | Двоїна      | Множина     |
| Називний  | несенъ        | несена        | несени        | несено       | несенѣ       | несена       | несена      | несенѣ      | несены      |
| Родовий   | несена        | несену        | несенъ        | несена       | несену       | несенъ       | несены      | несену      | несенъ      |
| Давальний | несену        | несенома      | несеномъ      | несену       | несенома     | несеномъ     | несенѣ      | несенама    | несенамъ    |
| Знахідний | несенъ        | несена        | несены        | несенъ       | несенѣ       | несена       | несену      | несенѣ      | несены      |
| Орудний   | несенъмь      | несенома      | несены        | несенъмь     | несенома     | несены       | несеною     | несенама    | несенами    |
| Місцевий  | несенѣ        | несену        | несенѣхъ      | несенѣ       | несену       | несенѣхъ     | несенѣ      | несену      | несенахъ    |

Повні пасивні дієприкметники минулого часу утворювалися доданням до коротких дієприкметників відмінкових форм вказівних займенників и, я, є (наприклад, несении, несеная, несеноє).
У сучасній українській мові короткі форми не вживаються. Реліктами їх є присудкові слова на -но, -то (хліб посіяно, жито зібрано, посуд вимито), що являють собою колишні форми знахідного відмінка однини середнього роду коротких форм цих дієприкметників.
Від повних форм походять сучасні пасивні дієприкметники минулого часу (принесений, зібраний, вимитий).